# Blechnum smilodon
Blechnum smilodon là một loài dương xỉ trong họ Blechnaceae. Loài này được M. Kessler & Lehnert mô tả khoa học đầu tiên năm 2007.